# Specie di Plectreuridae
Di seguito sono descritte tutte le 31 specie della famiglia di ragni Plectreuridae note a giugno 2013.

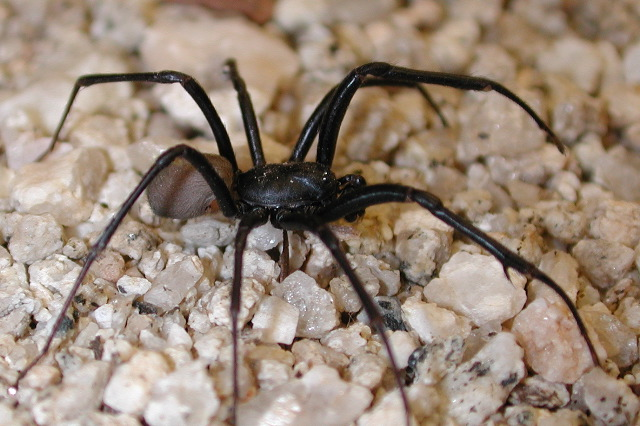
Plectreurys sp., maschio

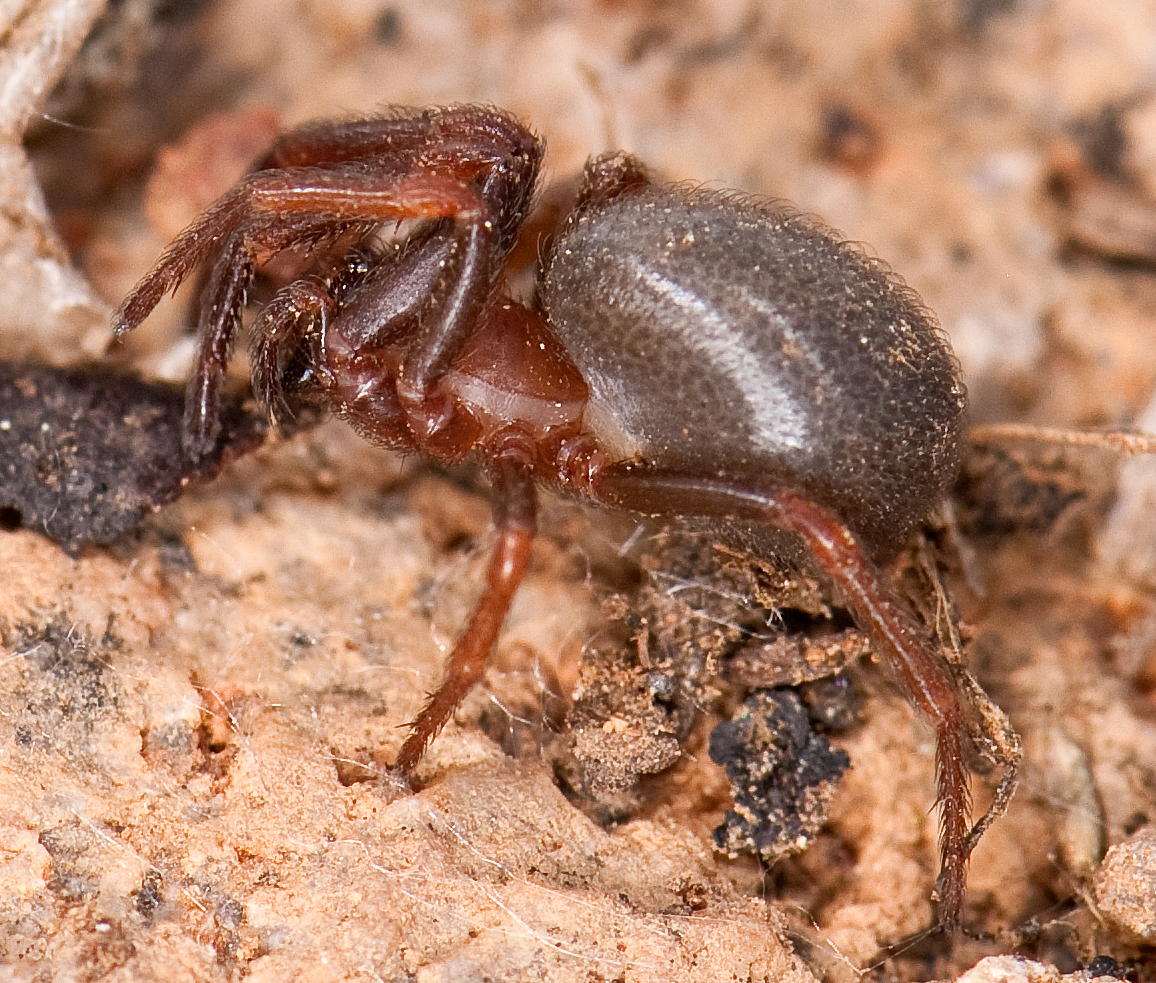
Plectreurys sp., femmina

## Kibramoa
Kibramoa Chamberlin, 1924
- Kibramoa guapa Gertsch, 1958 — USA, Messico
- Kibramoa hermani Chamberlin & Ivie, 1935 — USA
- Kibramoa isolata Gertsch, 1958 — Messico
- Kibramoa madrona Gertsch, 1958 — USA
- Kibramoa paiuta Gertsch, 1958 — USA
- Kibramoa suprenans (Chamberlin, 1919) — USA
  - Kibramoa suprenans pima Gertsch, 1958 — USA
- Kibramoa yuma Gertsch, 1958 — USA

## Plectreurys
Plectreurys Simon, 1893
- Plectreurys angela Gertsch, 1958 — USA
- Plectreurys ardea Gertsch, 1958 — Messico
- Plectreurys arida Gertsch, 1958 — Messico
- Plectreurys bicolor Banks, 1898 — Messico
- Plectreurys castanea Simon, 1893 — USA
- Plectreurys ceralbona Chamberlin, 1924 — Messico
- Plectreurys conifera Gertsch, 1958 — USA
- Plectreurys deserta Gertsch, 1958 — USA
- Plectreurys globosa Franganillo, 1931 — Cuba
- Plectreurys hatibonico Alayón, 2003 — Cuba
- Plectreurys janzeni Alayón & Víquez, 2011 — dal Guatemala alla Costa Rica
- Plectreurys misteca Gertsch, 1958 — Messico
- Plectreurys mojavea Gertsch, 1958 — USA
- Plectreurys monterea Gertsch, 1958 — USA
- Plectreurys nahuana Gertsch, 1958 — Messico
- Plectreurys oasa Gertsch, 1958 — USA
- Plectreurys paisana Gertsch, 1958 — Messico
- Plectreurys schicki Gertsch, 1958 — USA
- Plectreurys tecate Gertsch, 1958 — Messico
- Plectreurys tristis Simon, 1893 — USA, Messico
- Plectreurys valens Chamberlin, 1924 — Messico
- Plectreurys vaquera Gertsch, 1958 — Messico
- Plectreurys zacateca Gertsch, 1958 — Messico